# 恶味苘麻
恶味苘麻（学名：Abutilon hirtum）为锦葵科苘麻属下的一个变种。